# Sybra similis
Sybra similis là một loài bọ cánh cứng trong họ Cerambycidae.